# ناتان فرناندز
ناتان فرناندز (انگلیسی: Nathan Fernandes؛ زادهٔ ۱۶ فوریهٔ ۲۰۰۵) بازیکن فوتبال اهل برزیل است که در حال حاضر برای باشگاه فوتبال گرمیو بازی می‌کند. 